# Антюхін Олексій Володимирович
Олексі́й Володи́мирович Антюхін (нар. 25 листопада 1971, Запоріжжя) — український футболіст, нападник. Виступав за збірну України.
Вихованець СДЮШОР «Металург» (Запоріжжя).
У Вищий лізі України провів 173 матчі і забив 63 голи. У Кубку України забив 16 голів.
За збірну України зіграв один матч, 9 квітня 1996 року проти збірної Молдови (2:2).
Літом 2012 року очолив «Таврію» (U-19).

## Досягнення
- Фіналіст Кубка України (1): 1994
- Найкращий бомбардир Першої ліги України (1): 1997
- Найкращий бомбардир аматорського чемпіонату України (1): 2005